# Ore monogatari!! (film)
Ore monogatari!! (jap. 俺物語!!) – japoński film z 2015 roku na podstawie mangi o tym samym tytule. Za reżyserię odpowiadał Hayato Kawai, za scenariusz Akiko Nogi, za produkcję Nikkatsu i Django Film, a za dystrybucję Tōhō. Premiera w japońskich kinach odbyła się 31 października 2015.

## Fabuła
Takeo Gōda to rosły chłopak o złotym sercu, jednak jego wygląd odstrasza dziewczyny, które zawsze wybierają jego przystojnego przyjaciela, Makoto Sunakawę. Pogodzony z rolą „tego drugiego”, Takeo z rezygnacją zaakceptował swój los. Wszystko zmienia się jednak, gdy pewnego dnia ratuje Yamato, dziewczynę napastowaną w pociągu. Od tego momentu jego życie miłosne nagle obraca się o 180 stopni.

## Obsada
Opracowano na podstawie źródła.
- Ryōhei Suzuki jako Takeo Gōda
- Mei Nagano jako Rinko Yamato
- Kentarō Sakaguchi jako Makoto Sunakawa
- Yasufumi Terawaki jako Yutaka Gōda
- Sawa Suzuki jako Yuriko Gōda

## Produkcja
Film został zapowiedziany w maju 2015, o czym poinformowano w magazynie „Bessatsu Margaret”. Obsada, ekipa produkcyjna oraz data premiery zostały ogłoszone później w tym samym miesiącu. Więcej informacji o obsadzie podano w czerwcu, natomiast zwiastun opublikowano w sierpniu.

## Odbiór
Film zajął trzecie miejsce w weekend otwarcia w Japonii, zarabiając 1,1 mln dolarów.